# Нільс Бертельсен
Нільс Бертельсен (норв. Nils Bertelsen, 29 вересня 1879 — 1958) — норвезький яхтсмен.
Олімпійський чемпіон 1912 року в класі 12 метрів.